# 双溪哥本大桥
双溪哥本大桥（馬來語：、爪夷文：جمبتن سوڠاي کبون），正式名称为本基兰·阿纳克·哈嘉·莎莉哈苏丹后大桥，以现任文莱苏丹哈桑纳尔·博尔基亚的妻子、莎莉哈苏丹后的名字命名，是文莱达鲁萨兰国的一座单塔混凝土斜拉桥，跨越文莱河，连接斯里巴加湾市与文莱摩拉县的双溪哥本，是文莱的第一座斜拉桥。于2017年10月14日正式通车。

## 设计
大桥全长622（2,041英尺），主跨300（984英尺），单主塔的塔高为157米，塔顶安装了伊斯兰圆顶作为塔冠，直径8.7米，重9.5公吨，桥塔自此成为文莱的最高建筑物。大桥是单塔跨径世界第二长的混凝土斜拉桥。桥面设置双向四车道公路，连接大桥两端的互通立交，同时桥上设有人行道。
塔座建在一座新月形小岛上，其形状类似潘吉潘吉（Panji-Panji）或文莱国徽，岛上建有一座小楼，为一所美术馆。

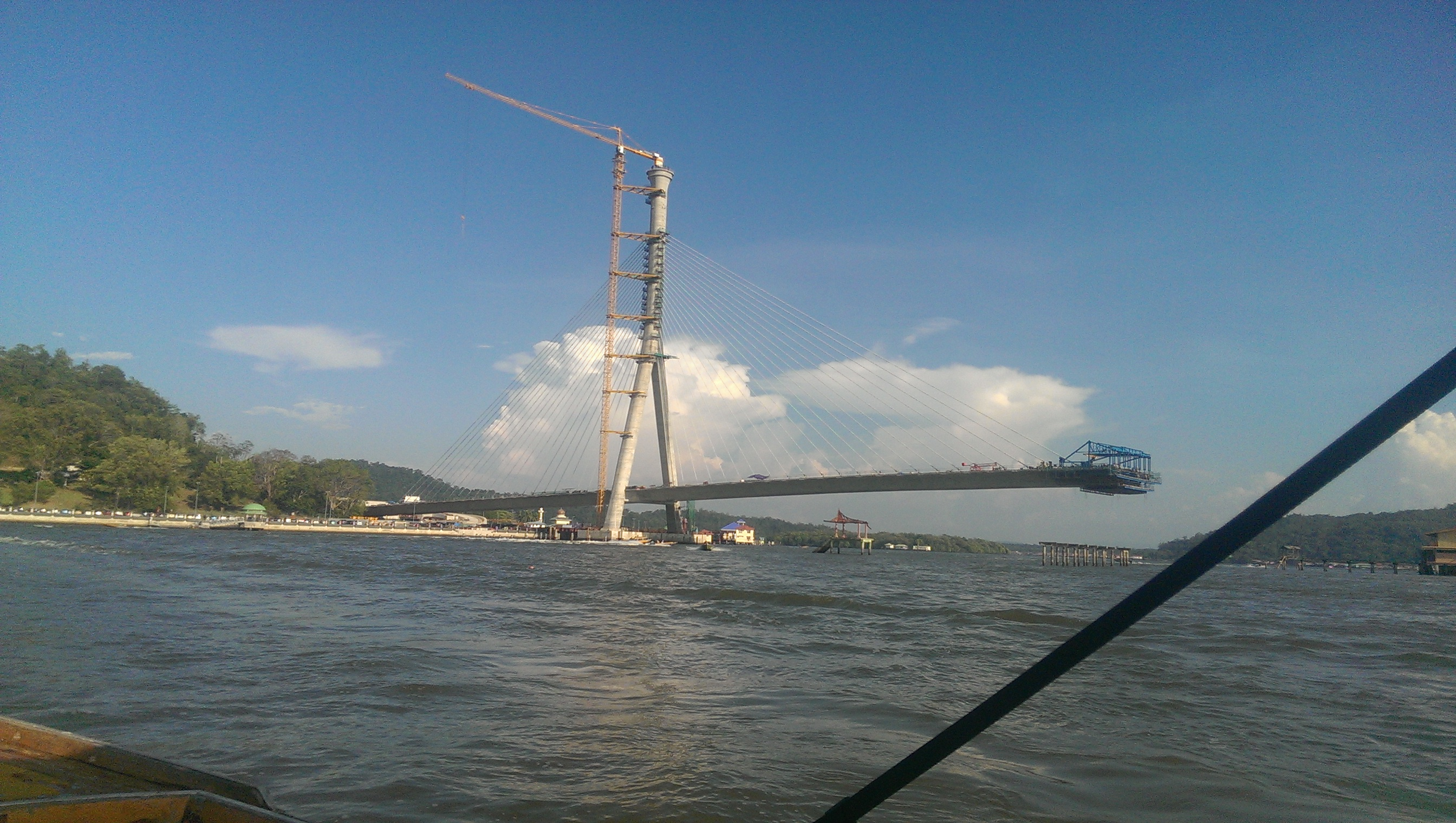
建设中的双溪哥本大桥（2016年4月）

## 历史
作为“第十个国家发展计划”的一部分，文莱发展部于2013年6月成功启动了大桥项目的建设，开工仪式于2014年1月16日举行，由穆赫塔迪·比拉王储主持。大桥由韩国大林工业和文莱建丰（Swee）组成的联合体承建，总造价1.389亿汶莱元（约合1.03亿美元），原计划2016年6月25日建成，但由于甘榜宾都马林（Kampung Pintu Malim）拆迁地区的一些居民仍未迁出，以及其他技术原因，启用日期被迫推迟。
大桥于2017年10月2日起开始试运行。10月14日，双溪哥本大桥启用仪式在庆祝文莱苏丹登基五十周年大型音乐焰火晚会上隆重举行，焰火展示由霍华德、湖南浏阳梦想烟花和银达利焰火公司联合燃放，同时还进行了花车巡游。